# Liste der Kulturdenkmäler in Naurath (Wald)
In der Liste der Kulturdenkmäler in Naurath (Wald) sind alle Kulturdenkmäler der rheinland-pfälzischen Ortsgemeinde Naurath (Wald) einschließlich des Ortsteils Unternaurath aufgeführt. Grundlage ist die Denkmalliste des Landes Rheinland-Pfalz (Stand: 8. Februar 2023).

## Einzeldenkmäler
| Bezeichnung                                          | Lage                                                    | Baujahr         | Beschreibung                                                                                           | Bild |
| ---------------------------------------------------- | ------------------------------------------------------- | --------------- | --- | ---- |
| Katholische Filialkirche St. Walburga und St. Quirin | Naurath, Hauptstraße 26 Lage                            | 1863            | kleiner Saalbau, Rundbogenstil, bezeichnet 1863; straßenbildprägend mit ehemaliger Schule (Borwiese 4) | BW   |
| Walburgakapelle                                      | Unternaurath, Kapellenweg 2 Lage                        | 17. Jahrhundert | Dorfkapelle, 17. Jahrhundert                                                                           | BW   |
| Wegekreuz                                            | Unternaurath, am nördlichen Ortsrand Lage               | 1948            | Holzkreuz, bezeichnet 1948                                                                             | BW   |
| Wegekreuz                                            | Unternaurath, nördlich des Ortes oberhalb der K 87 Lage | um 1918         | neugotisches Wegekreuz, um 1918, als Kriegerdenkmal 1914/18                                            | BW   |